# Road Runner's Death Valley Rally
Road Runner's Death Valley Rally, i Japan känt som Looney Tunes: Road Runner vs. Wile E. Coyote och i Europa som Looney Tunes: Road Runner, är ett SNES-spel baseratp å Looney Tunes-figurerna Gråben och Hjulben.
Spelet innehåller fem olika banor, uppdelade i olika delar. Banorna utspelar sig i öknen, på en byggarbetsplats, vilda västern, en gruva och rymden.

### Fotnoter
1. ↑  ”Road Runner” (på svenska). Nintendomagasinet (Kungsbacka: Atlantic) (7-8 1993). juli-augusti 1993. Läst 25 april 2014.